# Stichopterus
Stichopterus è un genere di pesci ossei estinti, appartenente agli acipenseriformi. Visse nel Cretaceo inferiore (Aptiano, circa 120 - 115 milioni di anni fa) e i suoi resti fossili sono stati ritrovati in Mongolia e in Russia.

## Descrizione
Questo pesce di medie dimensioni poteva raggiungere i 60 centimetri di lunghezza, e possedeva un corpo abbastanza compresso lateralmente e allungato. La testa era alta e profonda, dotata di un muso abbastanza allungato. Benché strettamente imparentato con gli storioni attuali, Stichopterus non possedeva il tipico muso appiattito di questi. La pinna dorsale era triangolare, opposta obliquamente alla pinna anale. Il corpo era privo di scaglie, eccezion fatta per l'asse della pinna caudale, ricoperto da scaglie ganoidi; quest'ultima era eterocerca, con il lobo superiore allungato e robusto. Il lobo inferiore, invece, era concavo e considerevolmente più ampio di quello superiore. 

## Classificazione
Stichopterus è un rappresentante degli acipenseriformi, il gruppo di pesci condrostei attualmente rappresentato dagli storioni e dai pesci spatola; in particolare, era un membro dei Peipiaosteidae, comprendente alcune forme del Cretaceo solitamente di dimensioni medio - piccole. Il genere Stichopterus dà il nome alla sottofamiglia Stichopterinae, comprendente anche Peipiaosteus.
La specie tipo del genere è Stichopterus woodwardi, nota per fossili ritrovati in Russia (Transbaikal); un'altra specie, S. popovi, è stata descritta nel 1986 sulla base di fossili ritrovati in Mongolia.

## Paleoecologia
Stichopterus era un pesce predatore che si muoveva abbastanza agilmente in ambienti lacustri.